# Война в Южной Родезии
Война в Южной Родезии (иные названия Война в Родезийском буше, Освободительная война народа Зимбабве, Вторая Чимуренга) 1965—1979 годов — вооружённая борьба части коренного африканского населения британской самоуправляемой территории Южная Родезия против европейских колонистов и властей созданного на этой территории непризнанного государства Родезия за своё политическое равноправие.

## Предпосылки войны
В конце XIX века Великобритания захватила значительные территории в Южной Африке, создав на них несколько своих колоний. Одна из них, основанная частной компанией и формально не колония, а частное владение, получила наименование Южная Родезия (в настоящее время государство Зимбабве). Колонии активно заселялись европейскими поселенцами, в том числе англичанами, бурами, немцами. В 1923 году Южная Родезия получила статус самоуправляемой территории, при этом там действительно было введено реальное самоуправление белого населения колонии, достигшего высокого уровня сельскохозяйственного производства и имевшего крепкие экономические позиции. Великобритания мало вмешивалась во внутренние дела Южной Родезии, которая отвечала метрополии полной политической лояльностью (например, белые граждане Южной Родезии приняли активное участие в боевых действиях Второй мировой войны в рядах британских Вооружённых сил). Внутри Южной Родезии сложилась система меритократии, при которой чёрное большинство не было полностью отстранено от власти, но доступ к ней ограничивался например имущественным или образовательным цензом. До определённого времени достаточно высокий уровень жизни примирял африканское население с такой ситуацией, но рост национального самосознания и пример независимости соседних государств делал борьбу против политики меритократии неизбежной.
После окончания Второй мировой войны в условиях общего кризиса Британской колониальной империи предпринимались попытки реорганизации колониального управления с целью сохранения власти Великобритании в колониях. Так, в 1953—1963 годах была создана Федерация Родезии и Ньясаленда, в которую входили Южная Родезия, Северная Родезия (современная Замбия) и Ньясаленд (современная Малави). После развала Федерации в 1963 году все её члены получили независимость, за исключением Южной Родезии. Это вызвало резкий всплеск недовольства населения Южной Родезии, усмотревшей в действиях Великобритании попытку закрепить своё господство в наиболее экономически развитой колонии. Руководство Великобритании оправдывало свои действия в отношении Южной Родезии необходимостью соблюдения принципа NIBMAR (No Independence Before Majority Rule) — «Независимость только после предоставления власти большинству». Между тем ранее в отношении Южно-Африканского союза данный принцип не применялся.
В Южной Родезии в 1964 году к власти в результате выборов пришла партия родезийских националистов Родезийский фронт во главе с Яном Смитом. Руководство самоуправления Южной Родезии вело длительные переговоры с Великобританией по вопросу предоставления независимости или статуса доминиона. После их провала 11 ноября 1965 года правительство Яна Смита объявило о провозглашении независимости в одностороннем порядке. Провозглашенное государство получило наименование Родезия. Правительство Великобритании, как и правительства других стран, не признало независимости Родезии. Совет Безопасности ООН принял решение о применении экономических санкций (с 1966 выборочных, с 1968 — всеобъемлющих) против Родезии.
В самой Южной Родезии в 1961 году была создана партия Союз африканского народа Зимбабве (ЗАПУ). Через год эта организация была запрещена и перешла на нелегальное положение, объявив курс на свержение существующего правящего режима. В 1963 году в результате раскола ЗАПУ была создана партия Африканский национальный союз Зимбабве (ЗАНУ), призвавшая к вооружённому свержению существующего правительства Родезии. Обе партии являлись объединениями по национальному признаку, состоящими из коренного африканского населения. Лозунги и практика ЗАПУ и ЗАНУ часто сводились от лишения белого населения политической власти к его изгнанию или истреблению.

## Первый период войны 1965—1975 годы
Расценив одностороннее провозглашение независимости Родезии и её непризнание мировым сообществом как слабость правительства, руководители ЗАНУ Роберт Мугабе и ЗАПУ Джошуа Нкомо начали в 1965 году проведение террористических акций против населения и правительственных войск как непосредственно с самой родезийской территории, так и с территорий сопредельных Мозамбика, Ботсваны и Замбии. По утверждению правящей стороны, бойцы ЗАПУ и ЗАНУ нападали на фермы белых колонистов и приграничные деревни, населённые чёрными, уничтожая всё живое. Также широкую известность получил террористический акт в супермаркете в столице страны Солсбери и сбитие двух мирных пассажирских авиалайнеров, в ходе которых террористы добивали выживших, затем громко объявив о выдающейся победе над белыми.
Начавшаяся война активно использовалась в своих целях обоими противостоящими мировыми политическими блоками . Провозгласив желание начать строительство социализма после прихода к власти, ЗАНУ и ЗАПУ обеспечили себе политическую поддержку и значительную финансовую помощь из Советского Союза, Китая и Северной Кореи. Эти страны также направляли своих военных советников и инструкторов в формирования ЗАПУ и ЗАНУ.
При этом Мугабе ориентировался на Пекин, Нкомо — на Москву. Противоречия между лидерами ослабляли эффективность их борьбы и периодически выливались в вооружённые столкновения их сторонников между собой. Только 12 ноября 1975 года ЗАПУ и ЗАНУ объединились (окончательно альянс был оформлен в октябре 1976 года в «Патриотический фронт», в составе которого они сохраняли свою полную автономность друг от друга. Это объединение стало началом нового этапа войны.

## Второй этап войны 1976—1979 годы

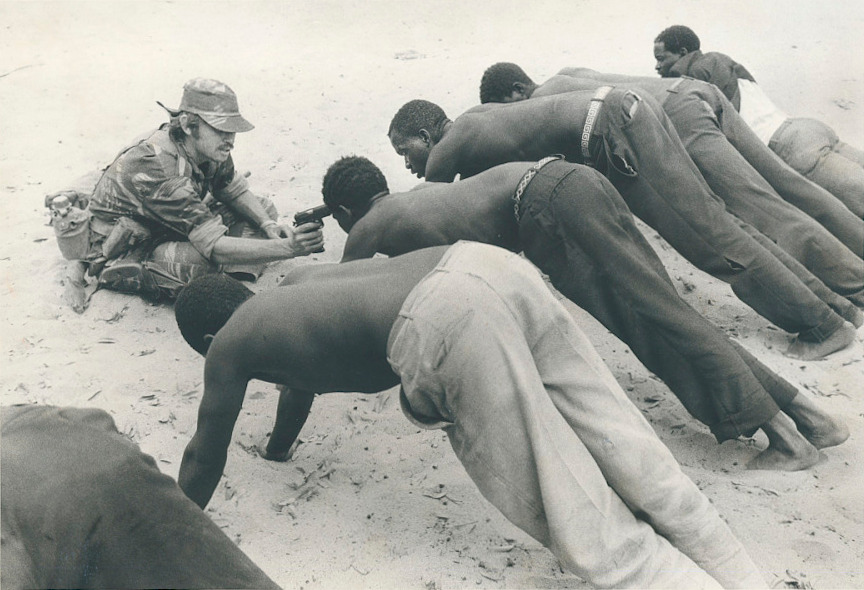
Родезийский солдат допрашивает пленных повстанцев, 1977 г.

17 января 1976 года объединённая армия ЗАНУ и ЗАПУ возобновила войну.
Вооружённые силы Родезии насчитывали в 1977 году 10 000 человек. Главнокомандующим являлся генерал-лейтенант Питер Уоллс. 11 марта 1977 было учреждено Министерство комбинированных операций во главе с Роджером Хокинсом, которому вменялось в обязанность общее руководство и координация всех силовых структур. Сухопутные войска (8 200 человек) состояли из 3 пехотных батальонов, парашютного батальона, артиллерийских, инженерных и других подразделений, среди которых выделялись многочисленные подразделения специального назначения. Военно-воздушные силы (1 300 человек) имели 48 боевых самолётов и до 50 вертолётов. Кроме того, в антипартизанских действиях активно участвовали подразделения Родезийской особой воздушной службы (создана по образцу SAS Великобритании), Специального Подразделения полиции Родезии (Special Branch) и управления Уголовного розыска. Кроме того, были созданы спецподразделения особого назначения — Tracking Combat Unit и наиболее широко известный отряд спецназа Selous Scouts — «Скауты Селуса» (800—1000 человек). Контрповстанческие спецоперации планировала и осуществляла Центральная разведывательная организация под руководством директора Кена Флауэра.
В марте 1978 года началось формирование Вспомогательных сил безопасности (SFA) — африканского антикоммунистического ополчения, состоявшего из сторонников Абеля Музоревы и Ндабанинги Ситоле. К апрелю 1979 в SFA служили 10 тысяч человек. Они активно участвовали в боях с партизанами.
Также известны факты участия в боевых действиях частей из ЮАР, в том числе вертолётных. Ряд стран (в первую очередь, ЮАР и до 1974 года — Португалия) проигнорировал постановление Совбеза ООН и продолжал вести торговлю с Родезией через границы ЮАР и португальской колонии Мозамбик. Широкое распространение получили скрытые закупки вооружений в Западной Европе и США через посредников. В связи с малыми мобилизационными ресурсами правительственных сил Родезии широко использовалось привлечение наёмников, что давало значительные пропагандистские козыри антиродезийской пропаганде.
Наиболее распространённой формой боевых действий правительственных сил было использование частей специального назначения в тесном взаимодействии с авиацией. Широко применялись рейды по партизанским тылам и атаки их баз. Таким атакам подвергались и базы партизан на территории сопредельных стран (Ботсваны, Замбии и Мозамбика), при попытках вооружённых сил этих государств оказать сопротивление, родезийские части как правило вступали с ними в бой. Такие факты широко использовались в пропаганде противоборствующих сторон и их союзников.
Боевые действия носили жестокий характер с обеих сторон и сопровождались значительными жертвами среди мирного населения. Как правило, в боевых операциях одерживали верх правительственные войска, но численный перевес партизанских сил и их широкая международная поддержка в условиях международной изоляции правящего режима вели к неизбежному поражению. Особенно большой удар по позициям правительства Яна Смита нанесла Апрельская революция в Португалии и предоставление ею независимости Мозамбику: эта территория из основной базы снабжения Родезии и главной его связи с внешним миром практически одномоментно превратилась в противостоящий барьер и в главную базу партизан «Патриотического фронта».
В итоге с середины 70-х годов начались переговоры о внутреннем урегулировании. Результатом трудных и длительных переговоров стало соглашение о внутреннем урегулировании между правительством и умеренными африканскими организациями. Однако договорённости Смита с Музоревой, Ситоле и Чирау не были признаны повстанческими движениями (с другой стороны, резко против выступали и родезийские радикалы, а либеральные круги считали их недостаточными).
Выборы в новые органы власти состоялись по принципу «один человек — один голос» под контролем международных наблюдателей и Великобритании (последний факт вызывал особое недовольство белого населения Родезии, полагавшим поведение Великобритании в период войны «предательским»). На выборах 1 июня 1979 года новым премьер-министром страны стал епископ Абель Музорева, а страна стала называться Зимбабве-Родезия. Правительственная армия Родезии и её службы безопасности были распущены. Отряды «Патриотического фронта» сохранились и стали основой армии нового государства.
В 1980 году к власти пришёл Роберт Мугабе, устранивший ЗАПУ с политической арены, в том числе насильственным путём. Страна стала называться Республикой Зимбабве. Первоначально белое население продолжало сохранять значительные позиции в экономике страны и не подвергалось давлению со стороны Мугабе. После 2000 года, окончательно закрепив за собой репутацию диктатора, он пересмотрел свою политику в сторону изгнания белого населения из страны. Реализация этой политики стала одной из причин полного краха экономики страны и превращения её в одно из беднейших государств Африки и планеты в целом .

### Комментарии
1. ↑  см. Холодная война"
2. ↑  см. Зимбабве, История Зимбабве